# Sidi Yusef
Sidi Yusef (en árabe: آيت يوسف‎, en francés: Sidi Youssef) es una localidad marroquí perteneciente al municipio de Luta, en la región de Tánger-Tetuán-Alhucemas. Desde 1912 hasta 1956 perteneció a la zona norte del Protectorado español de Marruecos.